# Galt (Missouri)
Galt è un comune degli Stati Uniti d'America, situato nello Stato del Missouri, nella contea di Grundy.